# Isola di Ortano
L'isola di Ortano è un isolotto minore roccioso del canale di Piombino situato al largo del tratto costiero orientale dell'isola d'Elba, di fronte al promontorio di capo Ortano, nel territorio comunale di Rio.
L'isolotto, che si caratterizza per la vegetazione a gariga, rientra nel Parco nazionale dell'Arcipelago Toscano.